# Beyağaç
Beyağaç ist eine Stadt im gleichnamigen Landkreis der türkischen Provinz Denizli und gleichzeitig ein Stadtbezirk der Büyükşehir belediyesi Denizli (Großstadtgemeinde/Metropolprovinz). Beyağaç liegt etwa 93 km südwestlich des Zentrums von Denizli. Er erhielt laut Stadtlogo 1972 den Status einer Belediye (Gemeinde). 1990 wurde der damalige Landkreis Beyağaç vom Kreis Kale als selbständige Verwaltungseinheit abgetrennt, 2012/2013 wurde Beyağaç dann ein Ilce/Stadtbezirk der Großstadtgemeinde.
Der Ort belegt mit 6320 Einwohnern (Stand 2020) den drittletzten Platz von Denizli. Die Bevölkerungsdichte ist mit 19 Einwohnern je Quadratkilometer die geringste in der gesamten Provinz (Provinzdurchschnitt: 86 Einwohner je km²).

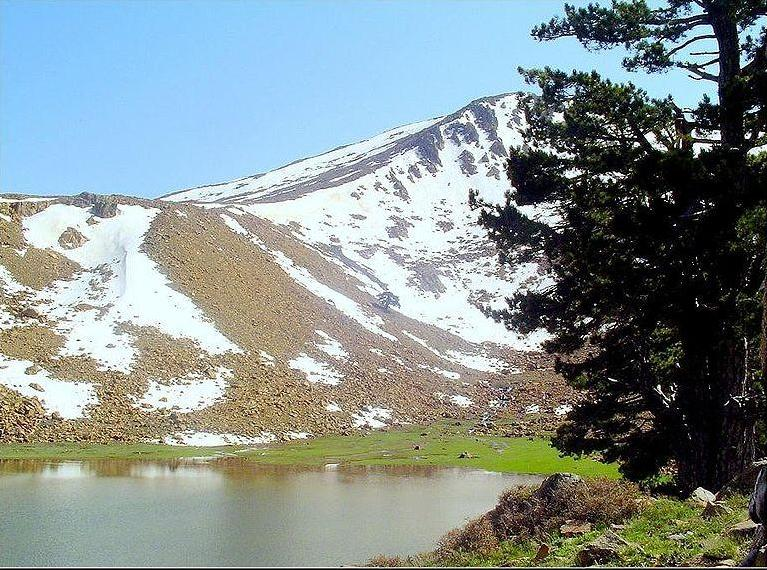
Das Kartalsee-Gletschertal

Eine bemerkenswerte Sehenswürdigkeit der Stadt ist das Kartalsee-Gletschertal (türkisch: Kartal Gölü Buzul Vadisi). Es befindet sich 40 km vom Zentrum Beyağaç entfernt. Es hat eine Länge von 1,5 km bei einer durchschnittlichen Breite von 600 m. Die Gletscherzunge befindet sich derzeit (2008) auf einer Höhe von etwa 2261 m am gleichnamigen Kartalsee (türkisch für Adlersee). Um den See herum befinden sich 250 bis 700 Jahre alte Schwarzkiefern. Das Gletschertal steht seit 1990 unter Naturschutz.